# Nem leszek a játékszered
A Nem leszek a játékszered Kovács Kati harmincnegyedik albuma. A válogatásalbumon az énekesnő pályafutásának 50. évfordulója alkalmából jelent meg a Hungaroton kiadónál. A lemezen Kovács Kati legnagyobb slágereinek eredeti felvételei találhatók.

## Dalok
1. A régi ház körül (Aldobolyi Nagy György–Szenes Iván)
2. Add már, uram, az esőt! (Koncz Tibor–Szenes Iván)
3. Nem leszek a játékszered (Gyulai Gaál János–Hajnal István)
4. Rock and roller (Presser Gábor)
5. Találkozás egy régi szerelemmel (Gábor S. Pál–Szenes Iván)
6. Úgy szeretném meghálálni (Gábor G. Pál–Szenes Iván)
7. Szólj rám, ha hangosan énekelek (Presser Gábor–Adamis Anna)
8. Ha legközelebb látlak (Koncz Tibor–Szenes Iván)
9. Egy hamvasarcú kisgyerek (Morgan–Vándor Kálmán)
10. Most kéne abbahagyni (Wolf Péter–ifj. Kalmár Tibor)

## Közreműködők
- a Harmónia vokál (1, 6, 8, 9)
- a Stúdió 11 (1, 5, 8)
- az MHV Vonós Tánczenekara (1)
- a Juventus együttes (2)
- a Magyar Televízió I. Táncdalfesztiváljának Szimfonikus Zenekara (3)
- a Locomotiv GT és a Máv Szimfonikusok Vonóskara (4, 7)
- a Magyar Rádió és Televízió Vonós Tánczenekara (5, 8, 9)
- a Magyar Rádió Vonós Tánczenekara (6)
- a Gemini együttes (9)
- az Express együttes (10)